# Codex Vindobonensis B 11093
De Codex Vindobonensis is een uit de negende of tiende eeuw stammend manuscript waarin enkele Gotische woorden en zinnen zijn opgenomen. Het wordt ook Alcuinhandschrift genoemd, naar de Ierse geleerde Alcuin. Het handschrift wordt in de Österreichische Nationalbibliothek te Wenen bewaard. 
Het handschrift bevat enkele alfabetten in het Gotisch met de namen van de letters. Verder wordt een aantal Gotische zinnen vermeld met een fonetische transcriptie in het Latijn. Ten slotte worden nog twee reeksen getallen genoemd waaronder de Romeinse cijfers vermeld staan.